# إرنست كروفورد كارسون
إرنست كروفورد كارسون هو سياسي كندي، ولد في 9 يونيو 1894، وتوفي في 21 أكتوبر 1952 بسبب نوبة قلبية.